# Pogonomyrmex carbonarius
Pogonomyrmex carbonarius är en myrart som beskrevs av Mayr 1868. Pogonomyrmex carbonarius ingår i släktet Pogonomyrmex och familjen myror.

## Underarter
Arten delas in i följande underarter:
- P. c. carbonarius
- P. c. sanmartini

## Bildgalleri

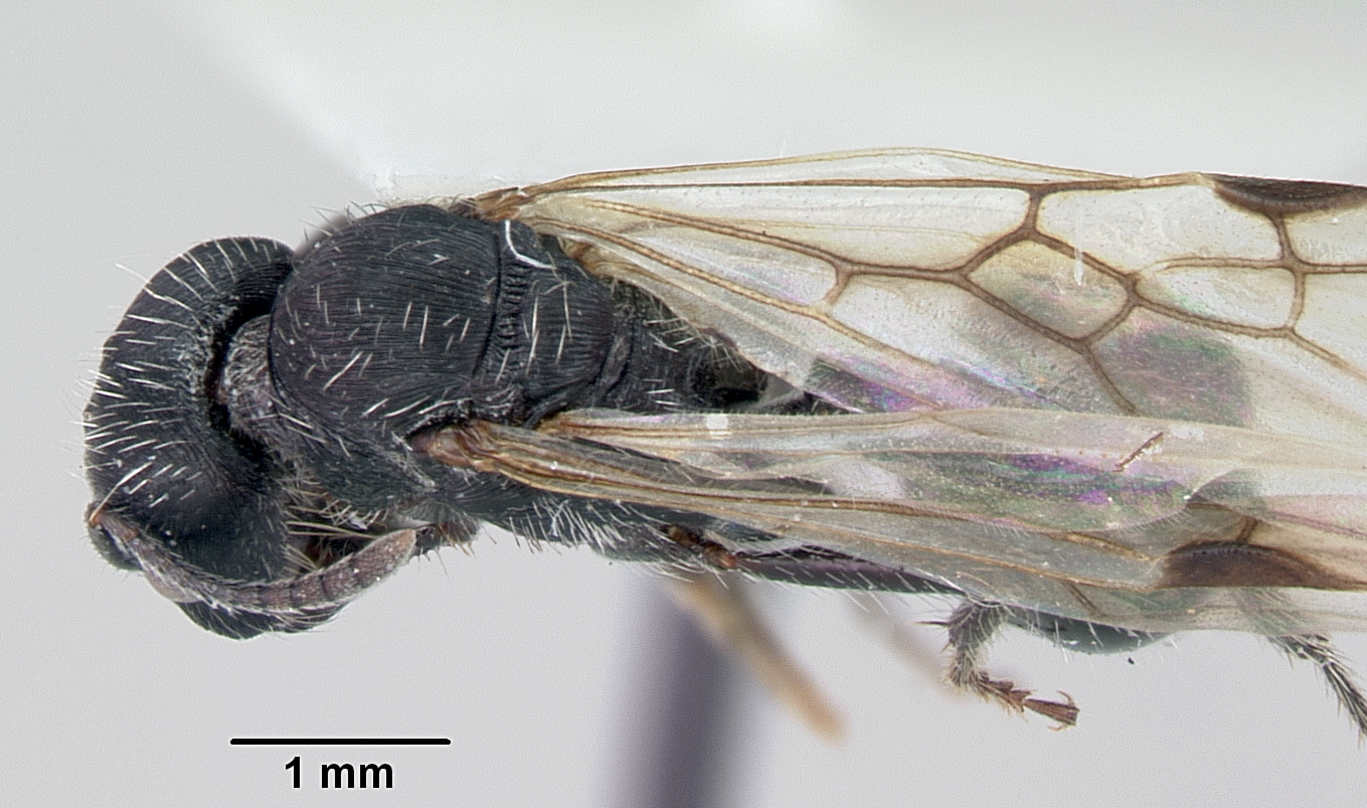
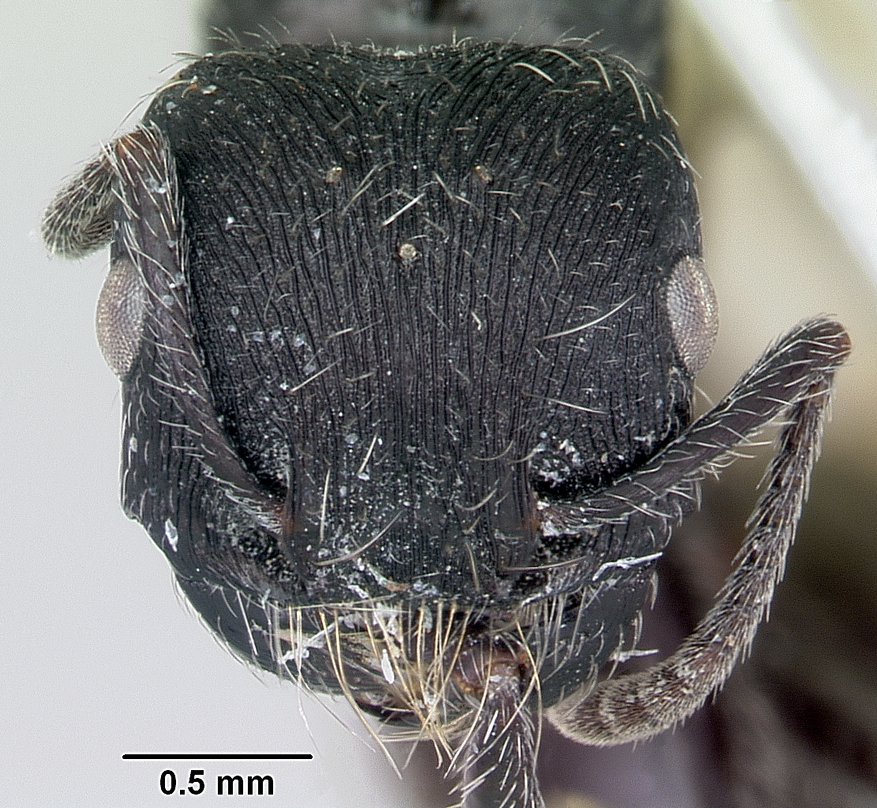
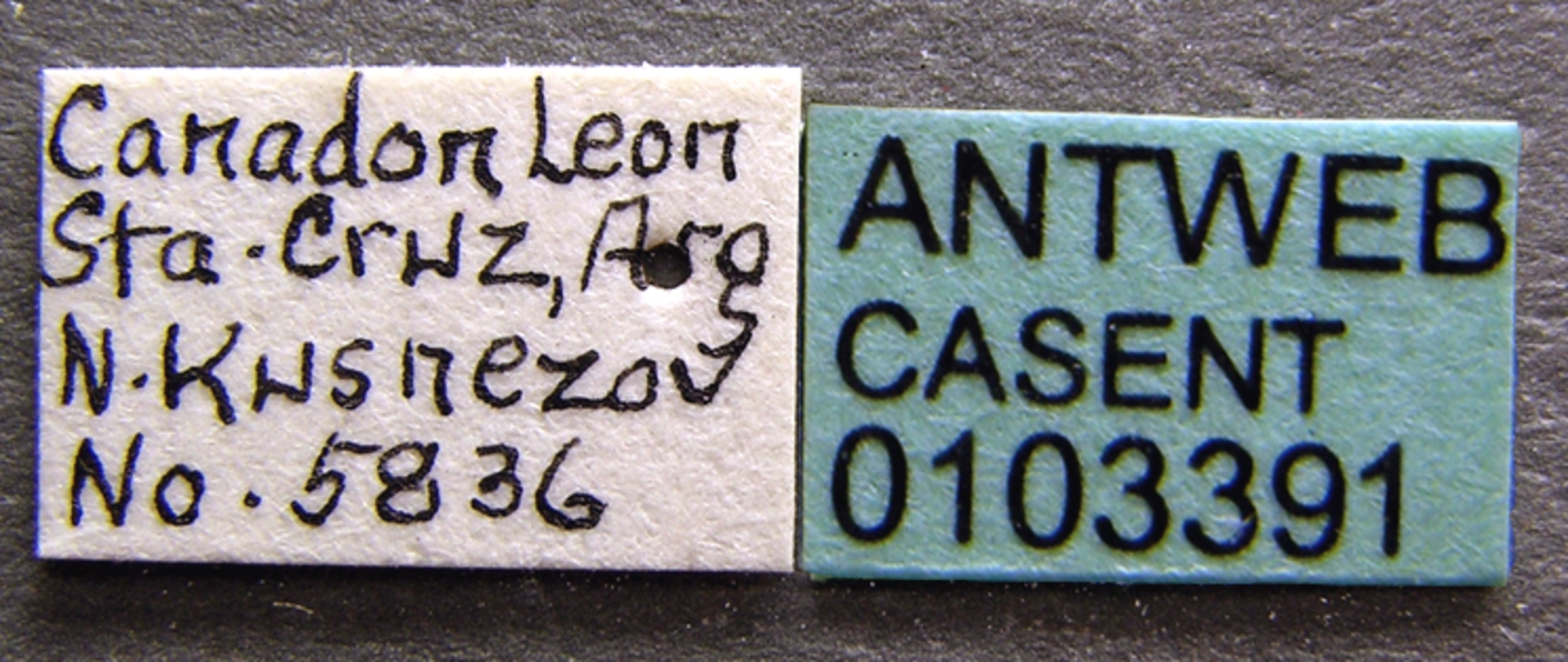
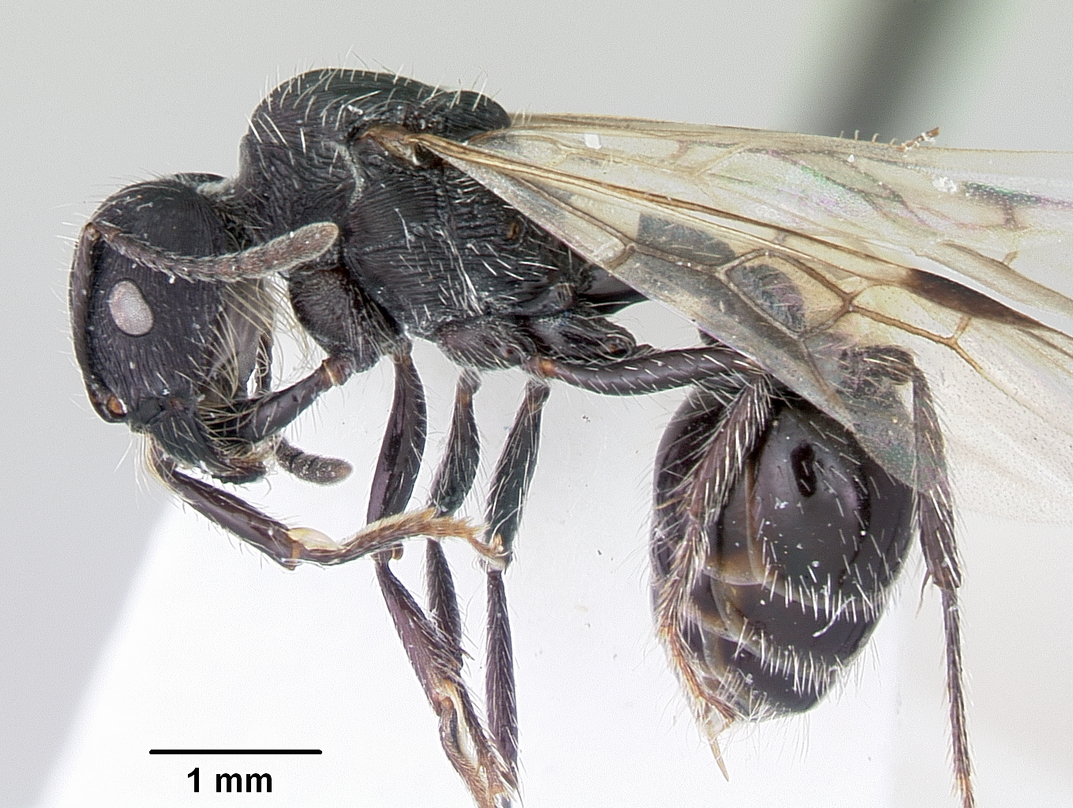
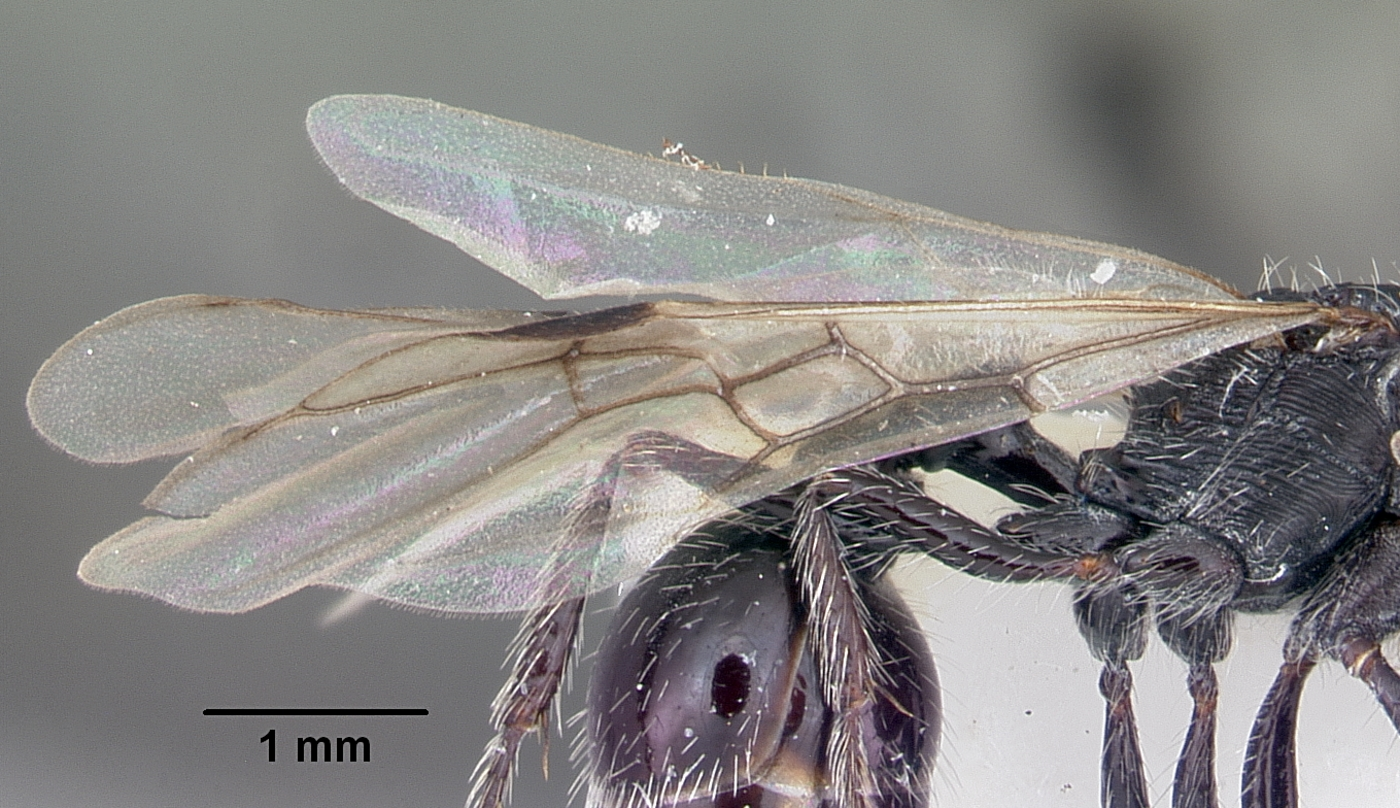
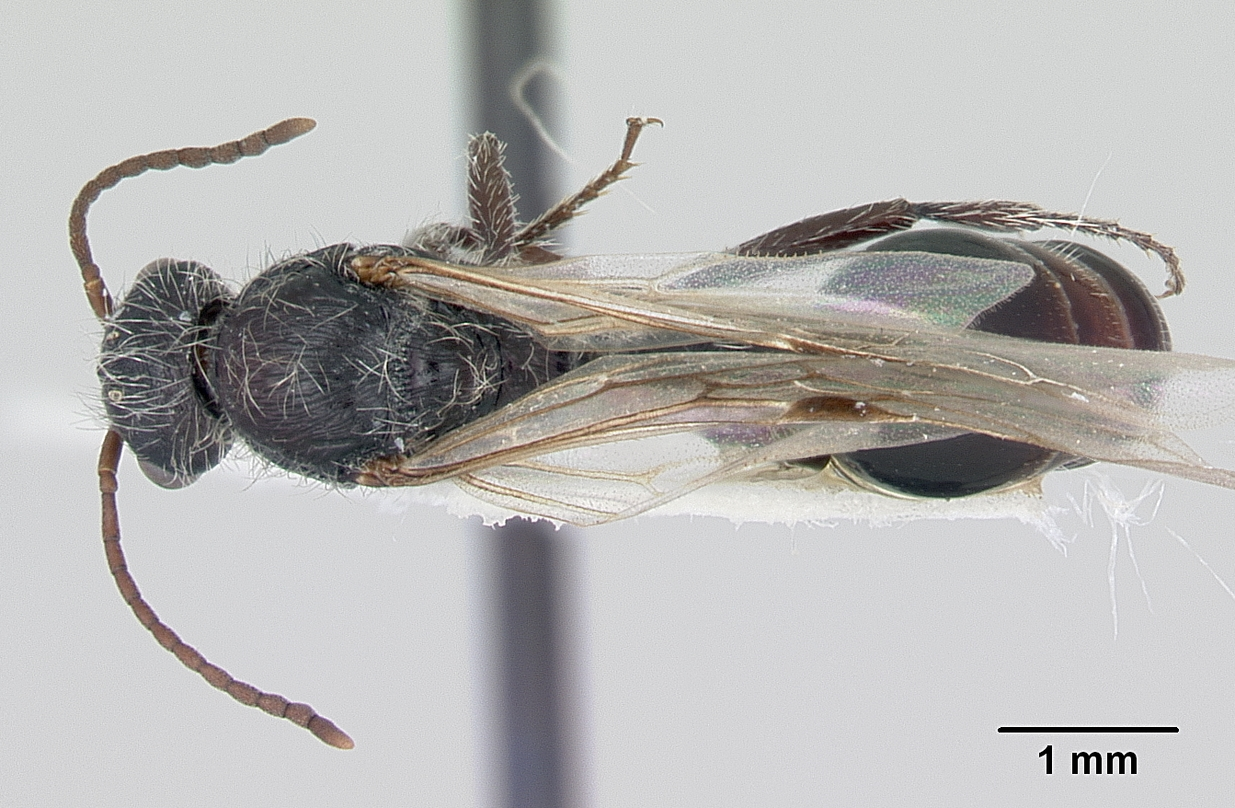